# Каист
Каист (Койст) — река в России, протекает по территории Кольского района Мурманской области. Устье реки находится в 65 км по правому берегу реки Печа. Длина реки — 16 км, площадь водосборного бассейна — 89,2 км².
Имеет правый приток — реку Тивиой. Протекает через Койстозеро, расположенное вблизи устья.

## Данные водного реестра
По данным государственного водного реестра России относится к Баренцево-Беломорскому бассейновому округу, водохозяйственный участок реки — Тулома от Верхнетуломского гидроузла и до устья. Речной бассейн реки — бассейны рек Кольского полуострова, впадает в Баренцево море.